# Corrado Miraglia
Corrado Miraglia (? - 1882) fou un tenor italià que va intervenir en l'estrena de Nabucco, interpretant el paper de Ismaele el 9 de març del 1842, al teatre alla Scala de Milà.

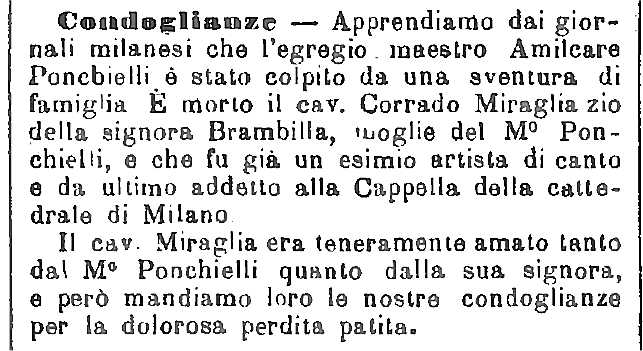
Necrològica de Corrado Miraglia

Va intervenir diverses vegades al Gran Teatre del Liceu de Barcelona.
Es va casar amb la mezzosoprano Giuseppina Brambilla, germana de la també mezzosoprano Marietta Brambilla. Era oncle de la soprano Teresina, esposa del compositor Amilcare Ponchielli.